# Othon Ier de Münster
Pour les articles homonymes, voir Othon Ier.
Othon Ier est un prélat allemand mort le 6 mars 1218 à Césarée. Il est évêque de Münster de 1203 à sa mort.

## Biographie
Issu de la maison d'Oldenbourg, Othon est un fils cadet d'Henri Ier, comte d'Oldenbourg-Wildeshausen de 1142 à 1167. Il est mentionné pour la première fois dans les sources d'époque en 1201, en tant que prévôt de la cathédrale de Brême.
La mort de l'évêque de Münster Hermann II (de), en juin 1203, donne lieu à une élection âprement disputée entre Othon, qui bénéficie du soutien du chapitre de la cathédrale de Münster, et l'abbé Frédéric de Clarholz, soutenu par la noblesse et les prêtres. L'appui de l'abbé de Werden Héribert II (de) se montre déterminant et permet à Othon d'être élu en 1204.
Le nouvel évêque de Münster prête immédiatement serment de fidélité à l'empereur Othon de Brunswick, mais dès l'année suivante, lui et son frère Gérard, évêque d'Osnabrück, abandonnent le parti guelfe. Après l'assassinat du rival d'Othon, Philippe de Souabe, en 1208, ils se rangent à nouveau du côté d'Othon de Brunswick, mais ce dernier soutient le rival de Gérard pour le titre d'archevêque de Brême, Valdemar Knutsen, ce qui les incite à l'abandonner de nouveau en 1211, après son excommunication par le pape.
Ayant rallié la cause du Hohenstaufen Frédéric II, Othon de Münster est capturé par des fidèles d'Othon de Brunswick en mars 1214. Il reste enfermé à Kaiserswerth jusqu'à la prise de ce château par le comte de Berg Adolphe III, en juillet 1215.
Othon de Münster participe à la cinquième croisade aux côtés du duc d'Autriche Léopold VI et du roi de Hongrie André II. Sa présence est attestée à Saint-Jean-d'Acre en novembre 1217, mais il meurt à Césarée en mars de l'année suivante.